# Jenesano (ort)
Jenesano är en ort i Colombia.   Den ligger i departementet Boyacá, i den centrala delen av landet, 120 km nordost om huvudstaden Bogotá. Jenesano ligger 2 072 meter över havet och antalet invånare är 1 200.
Terrängen runt Jenesano är huvudsakligen kuperad, men söderut är den bergig. Jenesano ligger nere i en dal. Runt Jenesano är det ganska tätbefolkat, med 104 invånare per kvadratkilometer. Närmaste större samhälle är Tunja, 16,6 km norr om Jenesano. Omgivningarna runt Jenesano är en mosaik av jordbruksmark och naturlig växtlighet.